# System opieki zdrowotnej w Niemczech

Porównanie kosztów opieki zdrowotnej w stosunku do PKB (OECD, 2009)

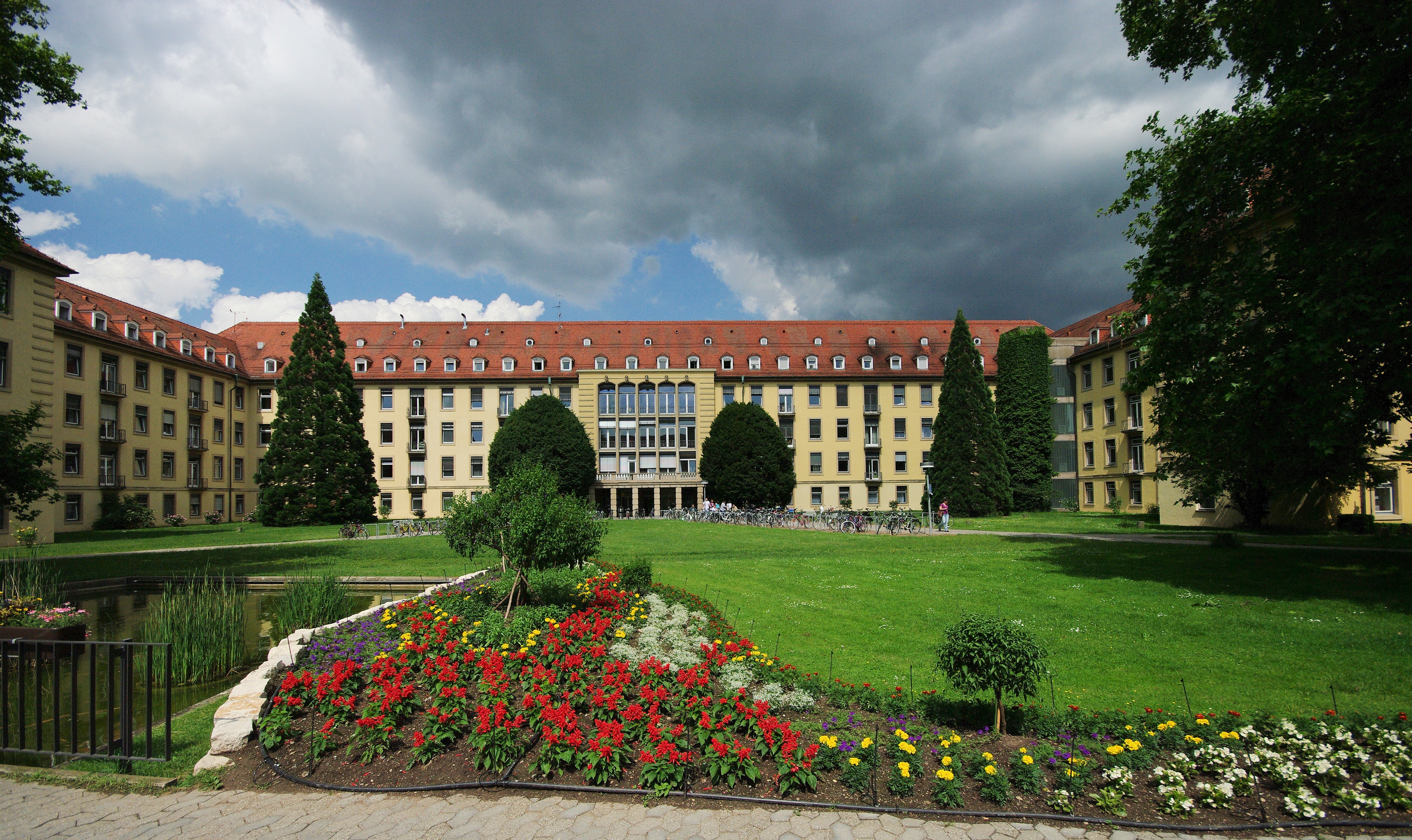
Klinika Uniwersytecka we Fryburgu Bryzgowijskim

Niemcy posiadają system opieki zdrowotnej obejmujący uniwersalnie wszystkich mieszkańców. W ramach tego systemu funkcjonuje wiele podmiotów finansujących. Wyróżnia się dwa główne typy ubezpieczenia: (obowiązkowe) „ustawowe ubezpieczenie zdrowotne” (Gesetzliche Krankenversicherung, GKV) oraz (dobrowolne) „prywatne ubezpieczenie zdrowotne” (Private Krankenversicherung, PKV).

## System ubezpieczeń zdrowotnych

### Ustawowe ubezpieczenie zdrowotne (GKV)
Ubezpieczenie zdrowotne jest obowiązkowe dla wszystkich mieszkańców Niemiec. Pracownicy, których roczne dochody brutto nie przekraczają 66 600 EUR, są automatycznie objęci ustawowym ubezpieczeniem zdrowotnym (GKV). Kontrakty poszczególnych funduszy negocjowane są osobno w każdym z krajów związkowych. Kasy chorych zobowiązane są zapewnić odpowiednio szeroki koszyk świadczeń zdrowotnych i nie mogą nikomu odmówić ubezpieczenia ani też dyskryminować ubezpieczonych w żaden inny sposób. Beneficjenci opieki społecznej są również ubezpieczeni w zakresie obowiązkowym, a ich składki opłacane są przez jednostki samorządu terytorialnego.

### Prywatne ubezpieczenie zdrowotne (PKV)
Poza ustawowym ubezpieczeniem zdrowotnym (GKV), które obejmuje zdecydowaną większość mieszkańców, zarabiający powyżej 66 600 EUR rocznie oraz studenci i urzędnicy mogą opcjonalnie wykupić prywatne ubezpieczenie zdrowotne (z tej możliwości korzysta około 10% mieszkańców - ok. 9 mln osób). Większość urzędników korzysta z rządowego programu dofinansowania ubezpieczeń zdrowotnych, pokrywającego część kosztów ubezpieczenia, natomiast pozostałą część kosztów opłacają samodzielnie. Od niedawna prywatni ubezpieczyciele oferują różne rodzaje uzupełniających pakietów świadczeń, obejmujące między innymi zakup okularów korekcyjnych, dodatkowe świadczenia dentystyczne i zagraniczną opiekę dentystyczną.

## Historia

### Model Bismarcka (1883)
Za początek nowoczesnego systemu opieki zdrowotnej w Niemczech uznaje się wprowadzenie ustawy o ubezpieczeniu zdrowotnym robotników (Krankenversicherungsgesetz) w 1883 roku przez kanclerza Otto von Bismarcka. Było to pierwsze na świecie obowiązkowe ubezpieczenie zdrowotne, obejmujące początkowo pracowników przemysłowych. Finansowanie opierało się na składkach pracowników i pracodawców, a świadczenia obejmowały podstawową opiekę lekarską, leki i zasiłki chorobowe.

### Rozwój i rozszerzenie systemu (1911-1945)
W 1911 roku uchwalono Reichsversicherungsordnung – kompleksowy kodeks ubezpieczeń społecznych, który ujednolicił przepisy dotyczące ubezpieczenia zdrowotnego, wypadkowego i emerytalnego. W kolejnych dekadach system był stopniowo rozszerzany na kolejne grupy zawodowe, w tym urzędników, rolników i rzemieślników. W okresie III Rzeszy system został podporządkowany ideologii państwowej, a dostęp do świadczeń był ograniczany ze względów rasowych i politycznych.

### Po II wojnie światowej
Po 1945 roku system opieki zdrowotnej rozwijał się w dwóch odmiennych modelach. W RFN (Zachodnie Niemcy) kontynuowano model Bismarcka, oparty na pluralizmie kas chorych i autonomii instytucji. W NRD (Wschodnie Niemcy) wprowadzono scentralizowany system państwowy, wzorowany na modelu sowieckim. Po zjednoczeniu Niemiec w 1990 roku system zachodni został rozszerzony na całe terytorium kraju, a dawne struktury NRD zostały zintegrowane z systemem federalnym.

### Reforma z 2007 roku
W 2007 roku wprowadzono jedną z najważniejszych reform współczesnych – obowiązek posiadania ubezpieczenia zdrowotnego dla wszystkich mieszkańców Niemiec, niezależnie od statusu zawodowego. Utworzono również Gesundheitsfonds – centralny fundusz zdrowia, który redystrybuuje składki między kasami chorych w celu wyrównania ryzyka i zapewnienia równego dostępu do świadczeń.

### Pandemia COVID-19 i cyfryzacja (2020-2025)
Pandemia COVID-19 ujawniła zarówno mocne, jak i słabe strony niemieckiego systemu. W odpowiedzi na kryzys przyspieszono cyfryzację opieki zdrowotnej, w tym wdrożenie elektronicznej teczki pacjenta (Elektronische Patientenakte, e-PA), e-recept i telemedycyny. Od 15 stycznia 2025 roku dostęp do e-PA stał się obowiązkowy dla wszystkich pacjentów objętych ustawowym ubezpieczeniem zdrowotnym (GKV), z możliwością rezygnacji na życzenie pacjenta.

## Finansowanie
W 2023 roku całkowite wydatki na ochronę zdrowia w Niemczech wyniosły ponad 500 miliardów euro, co stanowiło 11,8% PKB. Najwyższy poziom (12,9%) odnotowano w 2021 roku. Według raportu Światowej Organizacji Zdrowia (WHO) niemiecki system opieki zdrowotnej był finansowany w 85% ze środków publicznych, co czyni go jednym z najlepiej finansowanych systemów w Europie. W roku 2001 łączne wydatki na służbę zdrowia wyniosły w przeliczeniu 10,8% PKB.

## Statystyki zdrowotne
Niemcy należą do krajów o jednym z najwyższych poziomów opieki zdrowotnej w Europie. Wskaźniki zdrowotne populacji są relatywnie wysokie, choć w ostatnich latach obserwuje się pewne wyzwania związane ze starzeniem się społeczeństwa i chorobami cywilizacyjnymi.
- Średnia długości życia w Niemczech wyniosła w 2021 roku 80,5 roku (78,1 lat dla mężczyzn i 82,9 lat dla kobiet)[11].
- Śmiertelność niemowląt w 2025 roku wyniosła 2,03 na 1000 urodzeń żywych[12].
- Liczba aktywnych zawodowo lekarzy w 2022 roku wyniosła 4,5 na 1000 mieszkańców (w 2004 roku było to 3,3)[13].
- Liczba łóżek szpitalnych w 2025 roku wyniosła 7,9 na 1000 mieszkańców[14].
- Liczba wizyt lekarskich na osobę rocznie w 2021 roku wyniosła średnio 9,4[15].

## Nowoczesne rozwiązania i cyfryzacja
Od 15 stycznia 2025 roku wszyscy pacjenci objęci ustawowym ubezpieczeniem zdrowotnym (GKV) mają dostęp do elektronicznej teczki pacjenta (Elektronische Patientenakte, e-PA). System umożliwia przechowywanie i przeglądanie dokumentacji medycznej – w tym wyników badań, recept, historii leczenia – z poziomu aplikacji mobilnej lub komputera. Pacjenci mogą zrezygnować z udziału w systemie, zgłaszając sprzeciw swojemu ubezpieczycielowi.

## Polityka zdrowotna
System opieki zdrowotnej w Niemczech jest regulowany przez szereg instytucji publicznych, w tym Federalne Ministerstwo Zdrowia (Bundesministerium für Gesundheit), Federalny Instytut Leków i Wyrobów Medycznych (BfArM) oraz Wspólny Komitet Federalny (G-BA), który ustala standardy świadczeń refundowanych przez GKV.

### Refundacja leków i HTA
W Niemczech funkcjonuje system oceny technologii medycznych (HTA), który decyduje o włączeniu leków i procedur do koszyka świadczeń gwarantowanych. Refundacja leków opiera się na zasadzie „wartości dodanej terapeutycznej” (Zusatznutzen), ocenianej przez Instytut IQWiG.

### Polityka szczepień
Szczepienia są dobrowolne, ale silnie rekomendowane. Instytut Roberta Kocha (RKI) publikuje kalendarz szczepień, a większość z nich jest refundowana przez GKV. W 2023 roku wprowadzono obowiązkowe szczepienia przeciwko wirusowi HPV dla chłopców i dziewcząt w wieku 9-14 lat.

### Zakaz stosowania amalgamatu
Od stycznia 2025 roku w Niemczech obowiązuje zakaz stosowania amalgamatu w stomatologii, zgodnie z przepisami UE. Wyjątki są możliwe jedynie z powodów medycznych. Ubezpieczyciele oferują alternatywne wypełnienia bez dodatkowych kosztów, np. cementy glasjonomerowe.

## Opieka długoterminowa
W związku ze starzeniem się społeczeństwa rośnie zapotrzebowanie na opiekę długoterminową. W 2023 roku w domach opieki pracowało blisko 800 000 osób, a cały sektor ochrony zdrowia zatrudniał łącznie 5,2 mln osób, w tym około 430 000 lekarzy.
Składka na Pflegeversicherung wynosi 3,4% dochodu brutto (2024), z czego połowę opłaca pracodawca. Osoby bezdzietne płacą dodatkową składkę w wysokości 0,6%. Świadczenia obejmują opiekę domową, dzienną, stacjonarną oraz dodatki dla opiekunów rodzinnych.
W 2023 roku z opieki długoterminowej korzystało ponad 5 mln osób. W domach opieki pracowało blisko 800 000 osób, a zapotrzebowanie na personel rośnie. Rząd federalny planuje reformę systemu do 2030 roku, obejmującą m.in. cyfryzację dokumentacji, podwyżki płac i zwiększenie liczby miejsc w placówkach opiekuńczych.